# Povolny Ferenc
Povolny Ferenc, névváltozatok: Povolni, Powolni (Eger, 1777. április 22. – Debrecen, 1847. december 30.) magyarországi építőmester.

## Életpályája
Édesapja, Povolni János nikolsburgi születésű egri kőművesmester volt, aki főleg Esterházy Károlynak dolgozott. Édesanyja Pajer Margit. Povolny Ferenc már Egerben született. 24 éves korától az egri kőműves céh és a bécsi Szent Anna Akadémia tagja volt. Az 1820-as évek elején költözött Debrecenbe, a helyi céhbe 1835-ben lépett be, majd két évvel később polgárjogot szerzett és a mai Széchenyi u. 19. szám alatt lakott. Az általa kivitelezett épületek, valamint az általa tervezett művek közül több ismert. Több házat tervezett Debrecenben; terveket készített a nagyváradi és az aradi színházhoz, valamint a szatmárnémeti püspöki palotához.

## Főbb művei
- Kilenclyukú híd
- Debrecen:  nagyerdei fürdőház (1820-as évek)[3][4]
- Debrecen: református templom tornya
- A debreceni városháza második[5] tervét (copf stílusban) ő készítette
- Eger: egykori kaszinó homlokzata
- Eger: Saját háza (Tárkányi Béla u. 8.)[6] más néven Farenson-Povolny ház[7]
- Pétervására: Szent Márton plébániatemplom[8]

## Képgaléria

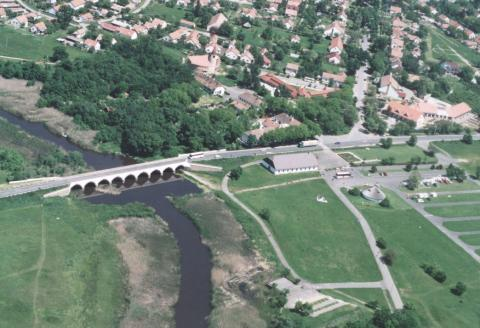
Légifotó a kilenclyukú hídról
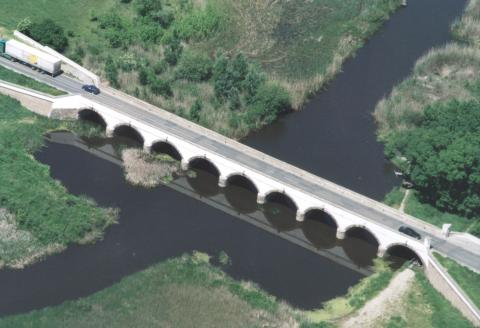
Légifotó a kilenclyukú hídról
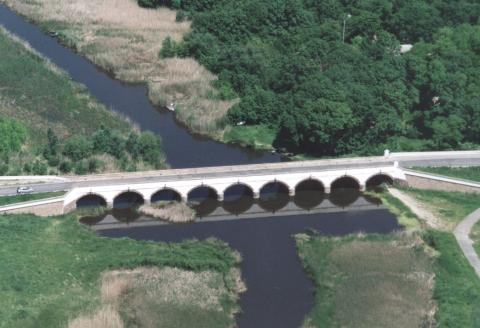
Légifotó a kilenclyukú hídról
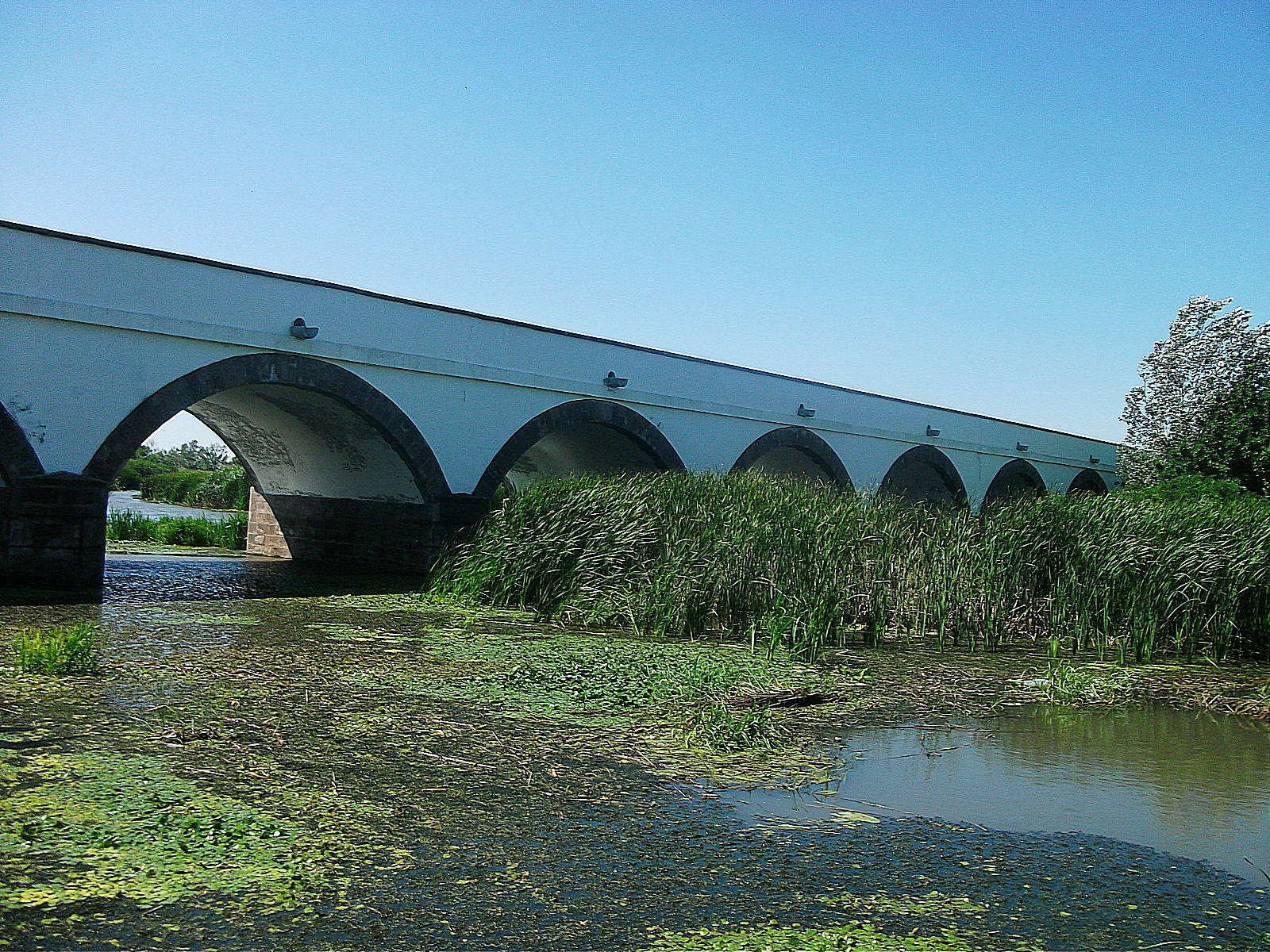
A kilenclyukú híd alulnézetből
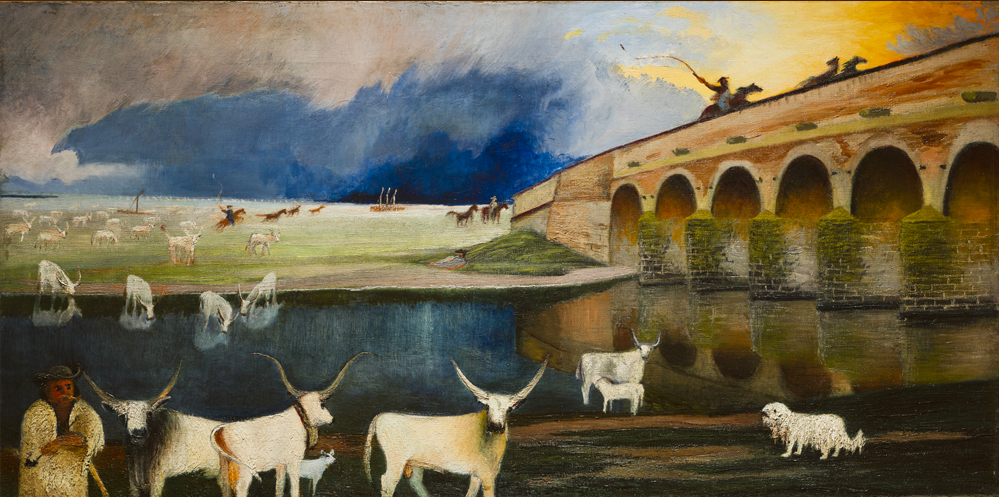
Csontváry Kosztka Tivadar festménye: Vihar a Hortobágyon
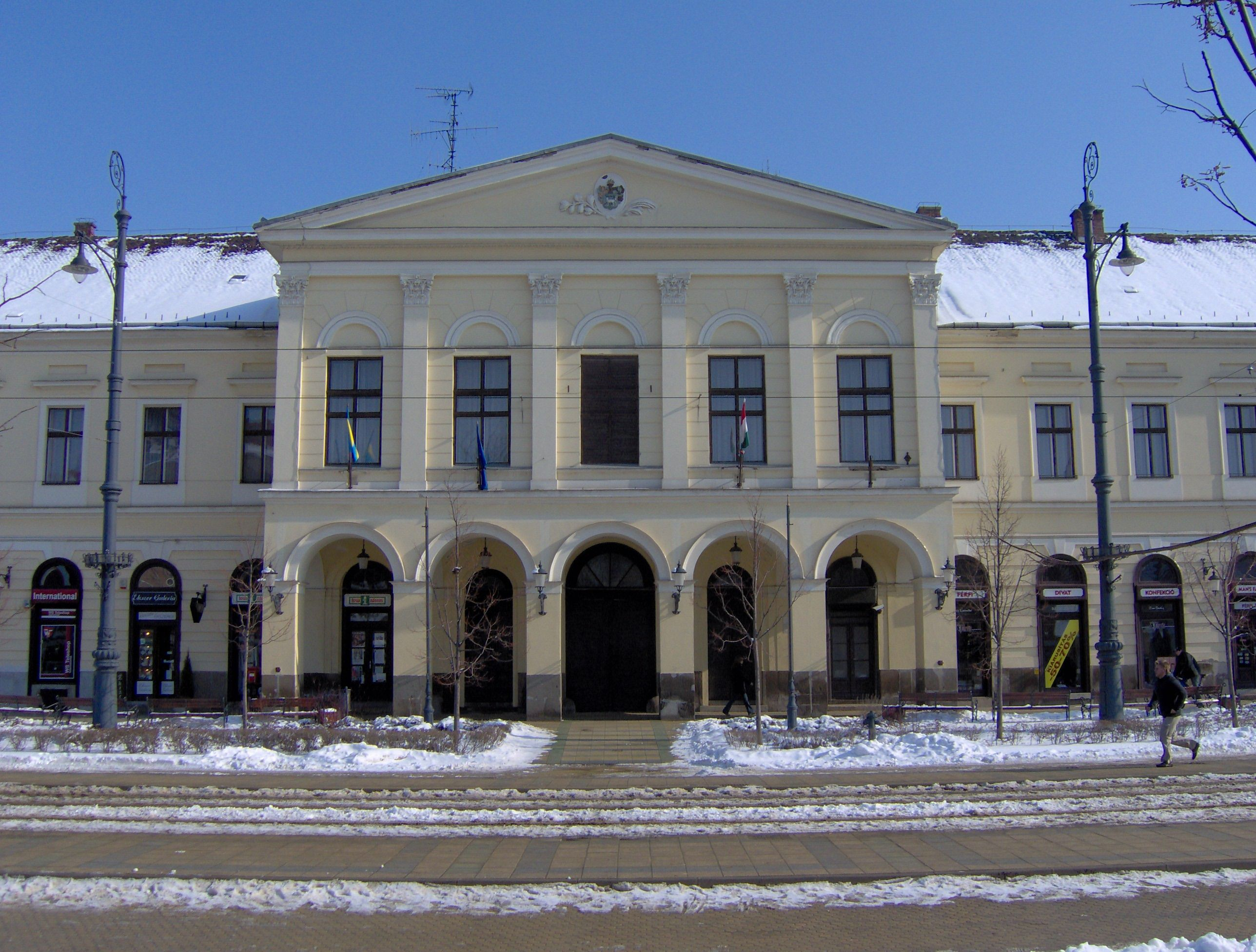
A régi debreceni városháza homlokzata ma

## Emlékezete
- A nevét viseli Debrecenben a Povolny Ferenc Szakiskola.[2]